# バイトくん
『バイトくん』は、いしいひさいちの4コマ漫画作品である。いしいが関西大学に在学中だった1972年に、関西（近畿地方）のアルバイト情報誌『日刊アルバイト情報』（情報センター刊）で連載を開始した。

## 概要
いしいの商業誌デビュー作である。架空の大学「東淀川大学」（いしいの母校である関西大学がモデルとされる。ただし、関西大学は1990年代まで夜間部を除き吹田市にキャンパスがあったため、東淀川区の代表的な大学である大阪経済大学がモデルと誤解されることが多く迷惑をかけたといしいは述懐している）に通う、貧乏な下宿学生たちの奇矯ともいえる日常生活を中心に描いた作品である。長期にわたって掲載誌を変えて執筆されたほか、一種のスター・システムでキャラクターが他の作品に登場することも多い。

## 主な登場人物

### メインキャラ
菊池久彦（キクチ ヒサヒコ）
3バカの1人。一応主人公。あだ名は「バイト」。小太りで胴長、目は小さい。頼りない奴。名前は関西大学漫画同好会の後輩に由来。作者の分身に近い存在とされており、いしいが描く「自己キャラクター」は、菊池をアレンジしたデザインとなっている。
久保元政
3バカの1人。やせ形で眼鏡をかけている。夏休みに一緒に旅行するなど、菊池の高校時代からの友人。うるさい奴。「安下宿共斗会議」の活動には参加していない。名前は関西大学漫画同好会の上久保という人物より。
鈴木喜三郎
3バカの1人。アブない奴。社会学部の学生。学生運動組織「安下宿共斗会議」のリーダー格。教室を間違えるどころか学校を間違えて試験を受けるというとぼけた一面を持つ。

### 仲野荘関係者
山田
住人。話によって顔や性格が微妙に違う。基本的に金持ちだがケチ。
山下
住人。10日以上引き籠もってマッチ棒で大阪城を作っていたが、完成品を携えて部屋から出たとたん床を踏み抜き転倒、大阪城は完膚無きまでに崩壊するという痴態を演じた。オタクっぽいが憎めない青年。
管理人
仲野荘管理人。中年の女性。話によって顔が微妙に違う。

### 東淀川大学関係者
田辺留年（とめとし）
学生。留年を繰り返しており「東淀川大学のヌエ」の異名を持つ。38歳。通称「先輩」。卒業できていない現状を連想させる話題を聞くと落ち込む。一応ほとんどの回では仲野荘に住んでいるが、マンションや「ぶっ荘」といった別の住居に住んでいる回も存在する。いしいによると、関西大学の先輩がモデル（ただしその人物は留年1年だけとのこと）。

### その他
三宅やす子
菊池のガールフレンド。下新庄ピンクソックスではマネージャーを担当している。『ノンキャリウーマン』の三宅とは同一人物。
魔人（?）
何かの拍子に意外な所から出現する謎の存在。様々な種類がいる。要求内容はそれぞれ違う。

## 用語
仲野荘
菊池たちが住んでいる安アパート。基本的な間取りは三畳一間の流し付きで窓は西向き。風呂なしトイレ共同。モデルとなった同名の建物が東淀川区下新庄4丁目に実在する。近隣の住民からの評判は悪い。何故か看板のルビが「なかのくそ」となっている。館内が薄暗いため、来訪者が目を慣らすための「待合室」がある。いしいがイラストを担当した黒崎緑著『しゃべくり探偵シリーズ』は、東淀川大学周辺地域を舞台としており、作中には仲野荘も登場する。
東淀川大学
初期は「千里大学」と呼ばれることもあった。
菊池たちが通っている大学。低レベル大学の代名詞的存在。オイラート部・タタール部など普通ではない部活動が数多く存在している。学生は55歳定年制であり、なおかつ低い学力を補うために付属の高校に入学させる下りのエスカレーター式や、3年留年した場合1年からやり直しになる輪廻制などの制度が導入されている。登場人物が在籍しているのは「雑学部応用雑学科」である。なお、学費を滞納している生徒が多数いるが、諦めているのか取立てはしていないらしい。そのため、劇中で学費の話題が出ることはほとんどない。
ギリシャ問題研究会
3バカが所属している部活動。具体的にどんな活動をしているのかは不明。3バカ曰く「何もしない」「何をしてもいい」らしい。
安下宿共斗会議
菊池たちが所属している学生運動組織。活動資金は無いが、人員だけは豊富。活動拠点は大阪で、他には京都支部が確認されている。「ピース缶爆弾」ならぬ「ドラム缶爆弾」を仕掛けようとしたことがある（中に隠れている人がいきなり「どかーん」と叫ぶだけ）。知事を誘拐して身代金を恐喝する、警官を襲撃して拳銃を強奪しようとするなど、かなり悪質な計画を立てることもあるが、メンバーの質と連携の悪さ故に必ず自滅に終わる。「三里塚闘争」にも参加するが、「過激派」ならぬ「喜劇派」だと機動隊に言われ無視される。
下新庄ピンクソックス
菊池たちが所属している弱小草野球チーム。

## 掲載誌
単独掲載のみ記載。
- 日刊アルバイト情報[9]
- 産経新聞夕刊大阪版[10]
- 漫金超

## 書誌情報

### チャンネルゼロ工房
- 『Oh! バイトくん(1)』1974年4月6日、チャンネルゼロ工房（後援：株式会社情報センター）
- 『Oh! バイトくん(2)』1975年4月1日、チャンネルゼロ工房
- 『Oh! バイトくん(3)』1977年1月1日、チャンネルゼロ工房

チャンネルゼロ工房版『Oh! バイトくん』第1巻は、いしいひさいちの処女作品集である。
長らく絶版であったが、2021年に電子書籍として47年ぶりに復刻された。

### プレイガイドジャーナル社
- 『4コマまんが集 バイトくん』プレイガイドジャーナル社、1977年、ISBNなし

冒頭に、「バイトくん」「（バイトくんを含む）仲野荘の3バカ」「先輩の先輩の先輩の先輩の先輩の先輩の先輩」「紅一点」「タブチセンシュ」という登場人物と「下新庄四丁目仲野荘」（木造らしき2階建）が掲載されている（3頁）。双葉社から刊行された『がんばれ!!タブチくん!!』1巻（1979年刊行）にも掲載されている作品が多数ある（例: プレイガイドジャーナル社1977年刊24-25頁掲載の4作品が『がんばれ!!タブチくん!!』1巻　62、64、69、74の各頁に1作品ずつ掲載）。
一方、「バイトくん」らしき人物が『がんばれ!!タブチくん!!』1巻などにも登場している（例: 「仲野荘の3バカ」「紅一点」が「タブチ」にヤジを飛ばす場面 - 『がんばれ!!タブチくん!!』1巻49頁）。
- 『バイトくん2 東淀川ひん民共和国』プレイガイドジャーナル社、1979年
- 『バイトくん3 名もなく貧しく美しくなく』プレイガイドジャーナル社、1981年

### チャンネルゼロ
- 『バイトくん全集1　屋根の上の午睡』1984年、チャンネルゼロ

※「全集1」と銘打っているが、この1冊のみの刊行。
- 『バイトくんブックス(1)四畳半の男』1988年、チャンネルゼロ
- 『バイトくんブックス(2)食いすぎた男』1989年、チャンネルゼロ
- 『バイトくんブックス(3)よく寝る男』1990年、チャンネルゼロ
- 『バイトくんブックス(4)ひまな男』1991年、チャンネルゼロ
- 『バイトくんブックス(5)2時半の男』1994年、チャンネルゼロ
- 『バイトくんブックス(6)出歩く男』1997年、チャンネルゼロ
- 『バイトくんブックス(7)ばかな男』1999年、チャンネルゼロ

### 講談社
- 『大阪100円生活: バイトくん通信』2005年、講談社

舞台が21世紀となっている。